# Assemblée nationale (Azerbaïdjan)
Pour les autres articles nationaux ou selon les autres juridictions, voir Assemblée nationale.
VIIe législature
Bâtiment de l'Assemblée nationale
L'Assemblée nationale (en azéri : Milli Məclisi) est le parlement monocaméral de l'Azerbaïdjan, siège du pouvoir législatif du pays. Elle compte 125 membres et siège dans la capitale Bakou.

## Rôle et fonctionnement

### Compétences
L'Assemblée nationale exerce le pouvoir législatif au sein de la république d'Azerbaïdjan avec la compétence requise du président de la république d'Azerbaïdjan dans la plupart des dispositions. 
Les dispositions ci-après relèvent de la compétence de l'Assemblée nationale, selon l'article 95 de la Constitution de la république d'Azerbaïdjan  :
1. organisation des travaux de l'Assemblée nationale de la république d'Azerbaïdjan ;
2. selon la recommandation du président de la république d'Azerbaïdjan, établissement des représentations diplomatiques de la république d'Azerbaïdjan ;
3. division administrative et territoriale ;
4. ratification et de dénonciation des accords internationaux ;
5. selon la recommandation du président de la république d'Azerbaïdjan, l'approbation du budget de l'État de la république d'Azerbaïdjan et de contrôle sur son exécution ;
6. amnistie ;
7. selon la recommandation du président de la république d'Azerbaïdjan, l'approbation de la doctrine militaire de la république d'Azerbaïdjan ;
8. dans les cas prévus dans la Constitution actuelle, l'approbation des décrets du président de la république d'Azerbaïdjan ;
9. selon la recommandation du président de la république d'Azerbaïdjan, donner son consentement pour la nomination du Premier ministre de la république d'Azerbaïdjan ;
10. selon la recommandation du président de la république d'Azerbaïdjan, la nomination des juges de la Cour constitutionnelle, la Cour suprême et la Cour économique de la république d'Azerbaïdjan ;
11. selon la recommandation du président de la république d'Azerbaïdjan, donner un consentement pour la nomination et la révocation du procureur général de la république d'Azerbaïdjan ;
12. la destitution du président de la république d'Azerbaïdjan par de mise en accusation, selon la recommandation de la Cour constitutionnelle de la république d'Azerbaïdjan ;
13. selon la recommandation du président de la république d'Azerbaïdjan, la révocation des juges ;
14. prendre la décision concernant un vote de confiance dans le cabinet des ministres de la république d'Azerbaïdjan ;
15. selon la recommandation du président de la république d'Azerbaïdjan, la nomination et la révocation des membres du conseil exécutif de la Banque centrale d'Azerbaïdjan ;
16. selon la recommandation du président de la république d'Azerbaïdjan, donner un consentement pour l'enrôlement des Forces armées azerbaïdjanaises à des opérations autres que leurs fonctions normales ;
17. selon la recommandation du président de la république d'Azerbaïdjan, donner un consentement pour la déclaration de guerre et pour la conclusion d'un traité de paix ;
18. annonce d'un référendum ;
19. établissement d'un vérificateur général.

L'Assemblée nationale dispose de 11 comités parlementaires permanentes  :
- Comité sur les politiques juridiques et de structuration de l'État, présidé par le député Ali Hüseynov [3] ;
- Comité sur la défense et de sécurité, présidé par le député Ziyafet Asgarov [4] ;
- Comité sur les politiques économiques, présidé par le député Ziyad Samadzadé [5] ;
- Comité sur les ressources naturelles, l'énergie et de l'écologie, présidé par le député Valeh Alasgarov [6] ;
- Comité sur les politiques agraires, présidé par le député Eldar Ibrahimov [7] ;
- Comité sur les politiques sociales, présidé par le député Hadi Rajabli [8] ;
- Comité sur les questions régionales, présidé par le député Arif Rahimzade [9] ;
- Comité sur la science et de l'éducation, présidé par le député Chamsaddin Hajiyev [10] ;
- Comité sur les questions culturelles, présidé par le député Nizami Jafarov [11] ;
- Comité sur les relations internationales et interparlementaires, présidé par le député Seyidov [12] ;
- Comité sur les droits de l'homme, présidé par le député Rabiyyat Aslanova [13].

En plus des comités parlementaires, l'Assemblée nationale dispose d'une Chambre des comptes et une Commission de toponymie.
L'Assemblée nationale publie son propre journal officiel Azərbaycan qəzeti (Journal Azerbaïdjan) qui est largement distribué à travers le pays.

### Président de l'Assemblée nationale
L'Assemblée élit un président, un premier vice-président et deux vice-présidents à la majorité des députés. Le président dirige les sessions de l'Assemblée nationale et veille à son bon fonctionnement.
Le 10 mars 2020, Sahiba Qafarova a été élue présidente.

#### Présidents de l'Assemblée nationale
- Elmira Gafarova – 5 février 1991-5 mars 1992 ;
- Yaqub Mammadov – 5 mars 1992-18 mai 1992 ;
- Issa Gambar – 18 mai 1992-13 juin 1993 ;
- Heydar Aliyev – 24 juin 1993-5 novembre 1993 ;
- Rasul Guliyev – 5 novembre 1993-24 novembre 1995 ;
- Rasul Guliyev – 24 novembre 1995-11 septembre 1996 ;
- Murtuz Alasgarov – 16 octobre 1996-24 novembre 2000 ;
- Murtuz Alasgarov – 24 novembre 2000-2 décembre 2005 ;
- Ogtay Asadov – 2 décembre 2005-10 mars 2020 ;
- Sahiba Qafarova – 10 mars 2020 -Actuellement en fonction.

### Dissolution
Le président azerbaïdjanais ne dispose pas le droit de dissoudre l'Assemblée nationale, mais  :
- il a le droit de veto sur ses décisions [1] ;
- pour annuler le veto présidentiel, l'Assemblée nationale doit avoir une majorité de 95 voix [1].

L'Assemblée nationale ne peut pas également être dissous dans un état de guerre, et dans un état d'urgence.

## Système électoral
L'Assemblée nationale est composée de 125 sièges pourvus tous les cinq ans au scrutin uninominal majoritaire à un tour dans autant de circonscriptionss, sans limitation du nombre de mandats. Les conditions d'éligibilité sont les suivantes  :
- être seulement citoyen azerbaïdjanais [1] ;
- résider de manière permanente en Azerbaïdjan [1] ;
- disposer du droit de vote [1] ;
- être âgé de vingt-cinq ans au moins [1] ;
- pas de casier judiciaire [1].

Ces députés sont élus au suffrage universel direct, au scrutin majoritaire uninominal à un tour par vote à bulletin secret. Les élections ont lieu, le premier dimanche de novembre. Les députés bénéficient d'une immunité parlementaire.

## Législatures
Depuis l'indépendance en 1991, l'Azerbaïdjan a connu sept législatures :
1. 1995-2000[18] ;
2. 2000-2005 [19] ;
3. 2005-2010[20] ;
4. 2010-2015
5. 2015-2020
6. 2020-2024
7. Depuis 2024

## Bâtiment
L'Assemblée nationale est située dans la capitale azerbaïdjanaise, Bakou, au numéro 1 sur l'avenue du Parlament prospekti, dans le bâtiment qui servait auparavant de siège au Parti communiste de l'Union soviétique azerbaïdjanais.